# Klenák

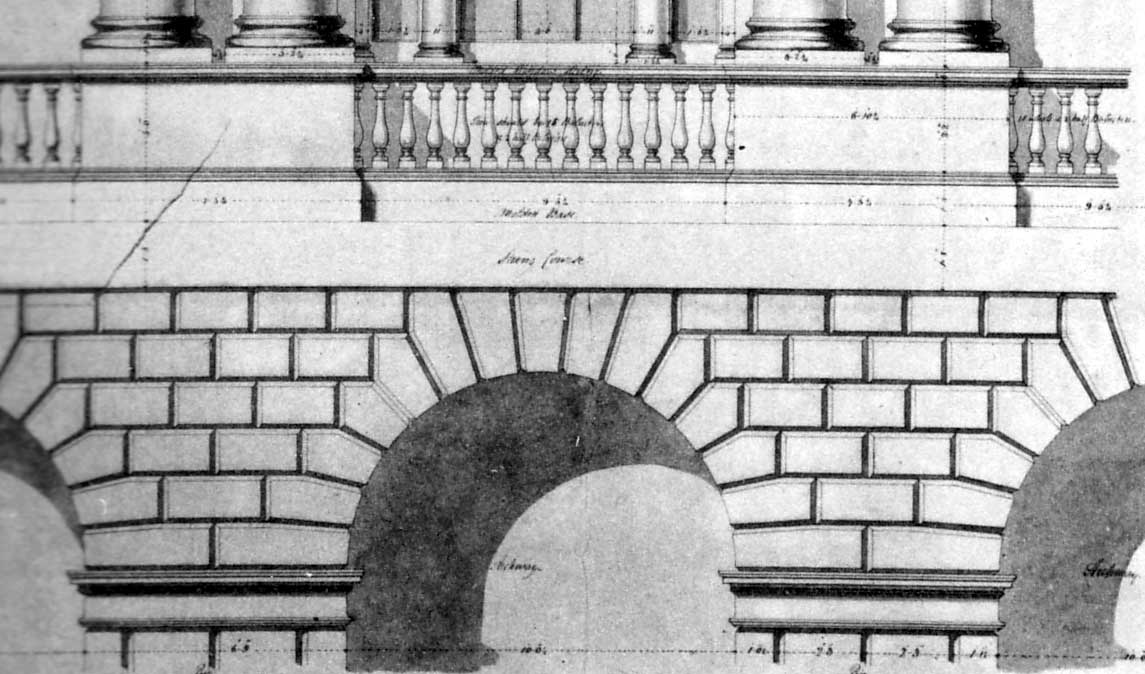
Klenáky vyznačené v rustice arkády

Klenák je obecně jakýkoli kónický dílec použitý k vyzdívání klenby. Může být z kamene či pálené hlíny (cihel), případně betonu.
Pokud je klenák v čele klenebního oblouku, bývá architektonicky zdůrazněn. Může být dokonce vytvořen i ze štuku jako čistě dekorativní prvek, a to dokonce i nad otvorem s rovným překladem.
Pokud jsou klenáky takto dekorativně zdůrazněny, rozlišujeme navíc hlavní či ústřední klenák, který se nalézá v ose oblouku a často je větší než ostatní, svazkový klenák, jenž vypadá, jako by byly položeny dva klenáky přes sebe, a tzv. hák, klenák použitý v boční části klenby, který tvarem navazuje na ostatní kvádry či bosy fasády. Tvar těchto háků ale nemá čistě dekorativní funkci. Zvyšuje totiž pevnost oblouku, protože jednotlivé klenáky jsou do sebe díky specifickému tvaru pevněji zaklesnuty.
Specifickým typem klenáku u gotických křížových žebrových kleneb je svorník.

## Prvky klenby z klenáků

Prvky oblouku z klenáků

Nejníže uložený kámen v oblouku nebo klenbě se nazývá pata klenby (patice), horní kámen je klenák vrcholový, středový kámen – svorník.
Nejsilnější kámen je obvykle umístěn v základně (kde je největší tlak) a v horní části oblouku (tlak shora může způsobit kolaps nebo pokles). Tyto prvky jsou téměř vždy z kamene. Další klíčové prvky jsou namáhány ve vzájemném tlaku. Další prvky mohou být z cihel.
1. klenák (vrcholový kámen) – svorník
2. čelní oblouk
3. rub klenby (hřbet)
4. pata klenby (patice)
5. líc klenby
6. výška klenby (oblouku)
7. rozpětí
8. výplň

U pravé paty je znázorněn rozklad sil, jimiž klenba působí na podpory.
Body 1, 2, 4 jsou definovány jako tvář nebo čelo.

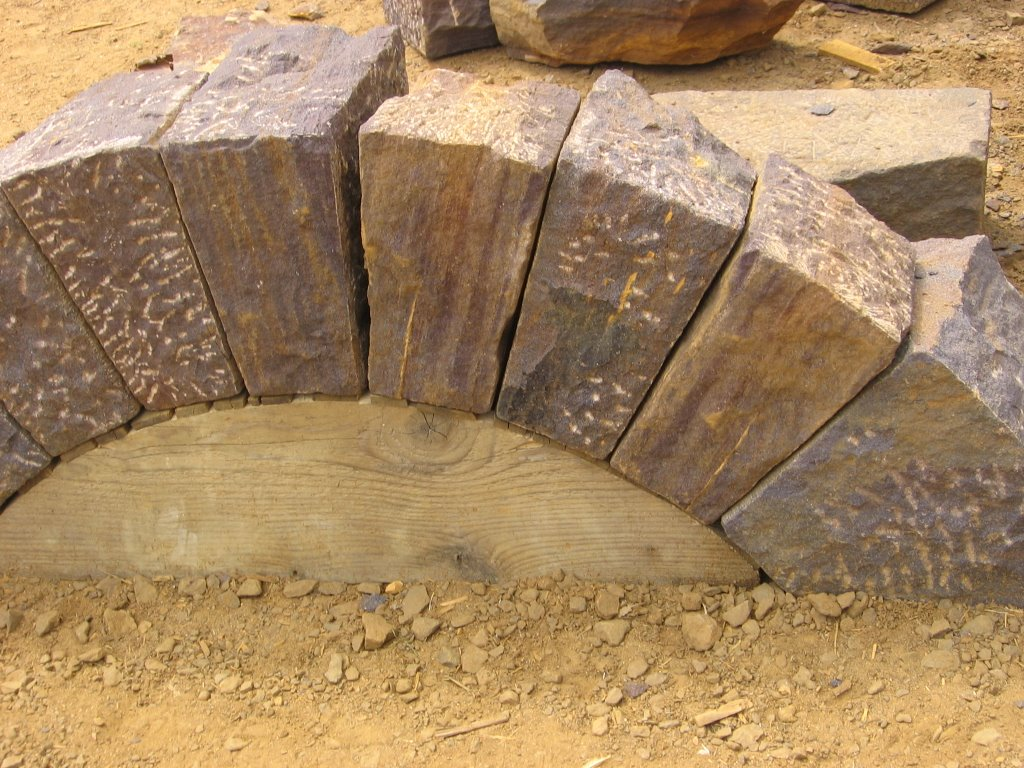
Oblouk z klenáků